# Hundesteds kommun
Hundesteds kommun (danska: Hundested Kommune) var en kommun i Frederiksborg amt i östra Danmark. Kommunen hade 9 765 invånare (2004) och en yta på 31,63 km². Tätorten Hundested var centralort. 
I samband med kommunreformen 2007 slogs kommunen samman med Frederiksværks kommun till den då nybildade Halsnæs kommun i Region Hovedstaden. Den nya kommunen har en yta på 121,19 km².

## Borgmästare
- Bent Sørensen, 1 april 1970–1972[1]
- Ingemann Andersen, 1972–31 december 1985[1]
- Bent Sørensen, 1 januari 1986–1997
- Hans Schwennesen, 1997–31 december 2006[1]

Denna lista hämtas från Wikidata. Informationen kan ändras där.
1. 1 2 3  Ulrik Kjær, Danske borgmestre 1970-2018, vol. 2018, 33, Syddansk universitet, 2018, läs online.[källa från Wikidata]